# 快行道
《快行道》（英語：The Ex）是一部2006年的美国喜劇電影，由杰西·佩雷茨执导，扎克·布拉夫、阿曼达·皮特和詹森·貝特曼主演。电影原定于2007年1月19日上映，后改为2007年3月9日，最终于2007年5月11日上映。电影最初以工作片名《Fast Track》进行宣传。
在烂番茄网站上，这部电影基于101条评论获得了19%的好评率，平均评分为4.34/10。该网站对该片的共识指出：“《快行道》因导演能力不足以及角色既缺乏同情心又令人不快而受挫。”相比之下，Metacritic网站根据24条主流影评计算出的平均评分为32分（满分100分）。